# Métabolisme des glucides
Le métabolisme des glucides est l'ensemble des processus biochimiques responsables de la formation, la dégradation et de l'interconversion des glucides chez les organismes vivants.
Le glucide le plus important est le glucose, un sucre simple (ose) qui est métabolisé par presque tous les organismes connus. Le glucose et d'autres glucides participent à une grande variété de voies métaboliques présentes chez toutes les espèces vivantes : les plantes synthétisent grâce à la photosynthèse des glucides (amidon) à partir du CO2 présent dans l'atmosphère terrestre. Elles peuvent ensuite être consommées par d'autres organismes et servir de carburant pour la respiration cellulaire. L'oxydation des glucides libère environ 16.72 kJ/g (4 kcal/g) d'énergie.
L'énergie obtenue à partir du métabolisme des glucides est généralement stockée sous forme d'adénosine triphosphate (ATP). Les organismes capables de respiration aérobie métabolisent du glucose et de l'oxygène pour libérer de l'énergie (avec de l'eau et du dioxyde de carbone comme sous-produits).
Les glucides constituent une réserve d'énergie privilégiée pour les organismes car ils sont beaucoup plus simples à métaboliser que les lipides ou les protéines.
Chez les animaux (dont l'homme), tous les glucides sont fournis aux cellules sous forme de glucose. 
Les glucides sont stockés sous forme de longues chaînes (polymères) de molécules de glucose reliées entre elles par des liaisons osidiques et servent au stockage de l'énergie (amidon chez les plantes et glycogène chez les animaux) ou au soutien structural des cellules et des tissus (cellulose chez les plantes et chitine chez les champignons, dans la cuticule des insectes ou aussi dans les carapaces des arthropodes comme les crustacés). Cependant, l'affinité forte des glucides pour l'eau rend le stockage de grandes quantités de glucides inefficace en raison du grand poids moléculaire des complexes glucidiques[pas clair].
Chez certains organismes, les glucides excédentaires sont dégradés par catabolisme pour former l'acétyl-coenzyme A, et débuter la synthèse d'acide gras.
Les acides gras, les triglycérides, et les lipides servent au stockage d'énergie à long terme. Le caractère hydrophobe des lipides permet un stockage d'énergie plus compact et plus dense qu'avec les glucides hydrophiles.

## Dégradation
Les glucides sont hydrolysés ou isomérisés en glucose (ou fructose) puis dégradés en pyruvate par la glycolyse, la voie des pentoses phosphates ou, pour les bactéries, la voie d'Entner-Doudoroff. Le pyruvate, est, suivant les conditions, fermenté en lactate ou éthanol. En aérobiose, le pyruvate est transformé en acétylCoA et oxaloacétate. Enfin, ces derniers entrent dans le cycle de Krebs qui libère du dioxyde de carbone et de l'eau.